# Diana Karenne
Diana Karenne, pseudonimo di Leucadia Konstantin (Danzica, 1888 – Aquisgrana, 14 ottobre 1940), è stata un'attrice, regista cinematografica, sceneggiatrice- nonché produttrice cinematografica, pittrice, musicista e poetessa - polacca.
Accreditata talvolta come Anna Karènne oppure Diana Karren, è stata una importante figura del cinema muto europeo, attiva dal 1916 al 1930, dapprima in Italia, e successivamente in Francia ed in Germania.

## Biografia

### Gli inizi ed il periodo torinese
Nata presso Danzica nell'allora Prussia Occidentale (successivamente in Polonia) nel 1888, ebbe probabilmente delle esperienze teatrali nella Russia zarista, da cui fuggì prima della guerra, trasferendosi nel 1914 nell'Italia ancora neutrale. Si stabilì inizialmente a Roma, dove nello stesso anno partecipò come "generica" ad alcune pellicole realizzate dalla "Roma film", delle quali tuttavia non si conoscono i titoli. Nel 1916 si trasferisce a Torino ed entra alla "Aquila Film", dove, con il nome di Diana Karren, prende parte, in ruoli secondari, e diverse pellicole. Ha modo di distinguersi, nonostante non ne sia la protagonista, in Karval lo spione, un film considerato modesto, ma grazie al quale viene notata dal regista e produttore Ernesto Maria Pasquali, fondatore nel 1909 della "Pasquali Film", che l'assume e le modifica leggermente il nome d'arte in Karenne, dopo che in precedenza l'attrice aveva utilizzato anche il nome artistico di Anna Karènne, di ispirazione tolstoiana.

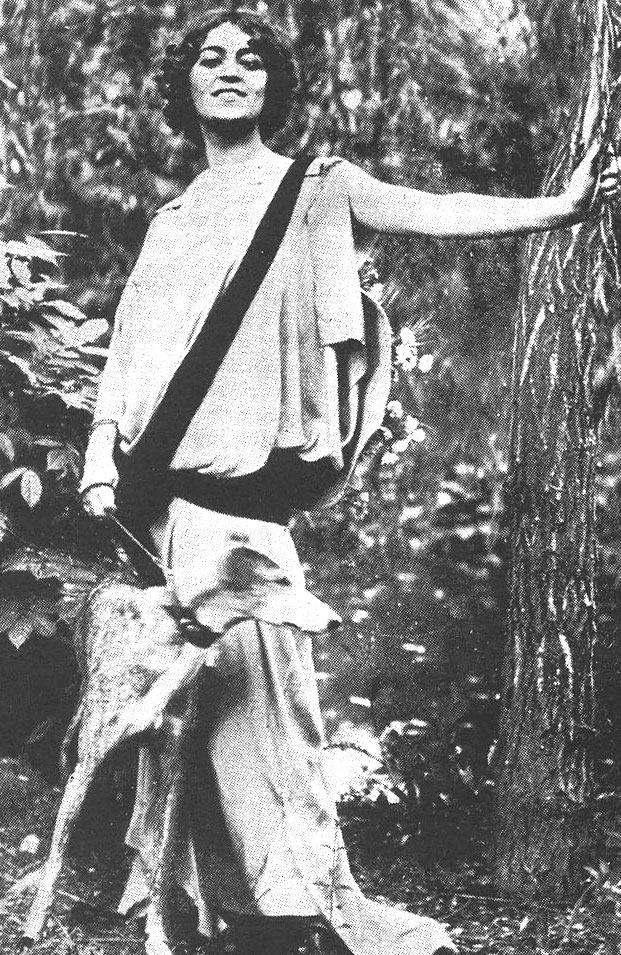
L'attrice Diana Karenne nel 1916

È questo incontro a dare il via alla sua carriera di "diva": nel 1916 diventa protagonista di Passione tzigana, con cui l'attrice mette d'accordo i giudizi del pubblico, che tributa al film un grande successo, e della critica che la loda «non per la bellezza plastica del corpo, ma per alcuni gesti ed altri atteggiamenti di suggestiva potenza». Tra i film prodotti con lei da Pasquali, nel 1916 è anche Lea, tratto da un testo del drammaturgo e politico radicale Felice Cavallotti, nel quale la Karenne si trasferisce dietro la macchina da presa. È la prima volta nella cinematografia italiana che un'attrice assume ufficialmente la regia di un'opera da lei stessa interpretata(l'aveva fatto l'anno prima soltanto la Bertini, senza però essere accreditata, in Assunta Spina, mentre la Notari, la cui produzione era essenzialmente legata all'ambiente napoletano, non interpretava i film da lei diretti. Successivamente qualche pellicola fu anche diretta da Gemma Bellincioni e da Giulia Cassini-Rizzotto).
Il rapporto con Pasquali, che diventerà anche di natura personale sino alla prematura morte di lui nel 1919, prosegue con alcuni altri titoli, tra cui Quand l'amour refleurit, film sul tema dell'aborto che, a causa del suo finale trasgressivo, incontrò notevoli difficoltà con la censura che prima lo autorizzò, poi quando era già nelle sale lo vietò, ed infine lo riammise dopo un anno. Nel 1917 la Karenne interpreta per la "Ambrosio Film" due film, ed anche in questo caso convince il produttore Arturo Ambrosio, con cui i rapporti non furono sin dall'inizio facili a causa del carattere indipendente e bizzoso dell'attrice, ad affidarle la direzione di entrambe le opere, una delle quali, Les demi vierges, è ancora sottoposto a pesanti interventi censori, che esigono anche il cambio del titolo in Il romanzo di Maud, il che porta alla cessazione della collaborazione.
Ancora nel 1917, sempre a Torino, decide di diventare, oltre che attrice e regista, anche produttrice, seguendo un percorso che porta tutti i maggiori cineasti italiani del tempo a gestire il proprio successo attraverso società produttive intestate al proprio nome, benché di scarsa consistenza sia finanziaria che d'attrezzature. Fonda assieme al fratello la "David Karenne Film" (che pochi mesi dopo cambierà ragione sociale in "Karenne Film") e con questa nuova azienda produce, interpreta e dirige 2 film: Justice de femme, in cui espone la sua tesi sulla maternità illegittima, e Pierrot, di cui realizza lei stessa i disegni pubblicitari pubblicati dall'elegante periodico In Penombra. In questo secondo film si pone in una specie di concorrenza con la Bertini che tre anni prima aveva interpretato L'Histoire d'un Pierrot, ma i commenti la giudicano, nel confronto, perdente.

### Il biennio romano
Nel frattempo ha rilevato a Roma la "Novissima Film", azienda fondata l'anno precedente per realizzare dei film di ispirazione futurista e sperimentale (aveva prodotto il controverso Thaïs), e con essa produce La damina di porcellana. Progetta anche di realizzare un film tratto dal romanzo Circe di Annie Vivanti, a suo volta ispirato ad un fatto di cronaca nera, noto come "vicenda Tarnowska", avvenuta a Vienna nel 1907. La Vivanti cede alla "Karenne Film" i diritti ma l'idea di realizzare un film da questa cupa vicenda non va in porto (come molti anni dopo accadrà anche a Luchino Visconti). Nel 1918 la Karenne partecipa all'episodio Supremo grido! contenuto nel film di propaganda Trittico italiano commissionato alla "Cines" dal Ministero della Marina.
Alla fine della guerra, seguendo lo spostamento del baricentro della cinematografia italiana, l'attrice lascia Torino e si trasferisce a Roma (Pasquali era morto nel marzo del 1919 dopo aver preso parte a Sleima diretto e co-prodotto dalla stessa Karenne). Nella capitale tra il 1919 ed il 1920 divide la propria attività tra alcune aziende di produzione. Con la "Tespi Film" interpreta 5 film: il già citato Sleima, Indiana, La studentessa di Gand, La veggente, di cui è anche co - produttrice, e Ave Maria (di questi ultimi due è anche regista). Con la "Tiber Film", realizza Fiamme e cenere - in cui è una libertina che si traveste da mendicante per entrare in casa del musicista di cui si è incapricciata - La peccatrice casta, La signora delle rose (di cui è anche regista) e La signorina Zoya.
Nel biennio è anche diretta per la "Medusa" da un giovane Carmine Gallone in Redenzione, conosciuto anche come Maria di Magdala (una delle pochissime pellicole sopravvissute della sua filmografia) e per la "Nova Film" da Giulio Antamoro in Miss Dorothy, dove diventa un'istitutrice che vigila sulla felicità della figlia abbandonata a causa di un amore clandestino. Una copia di questo film è conservata presso la Cineteca Nazionale.

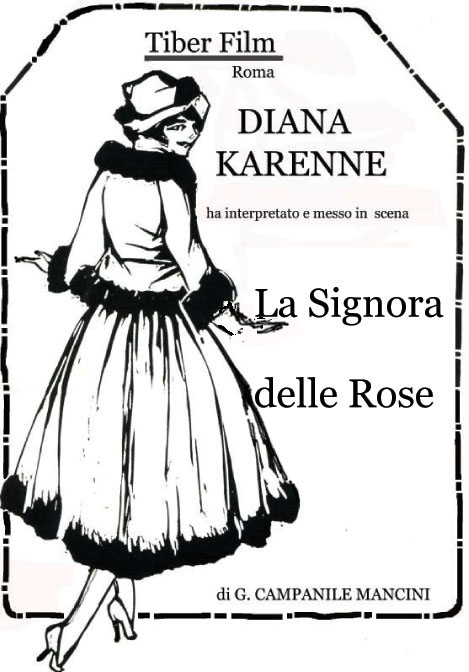
Promozione de La signora delle rose (1919), diretto ed interpretato da Diana Karenne, apparsa sui periodici dell'epoca

Si tratta di opere che incontrano commenti contrastanti. Sempre più infatti la critica mette in evidenza lo stile anacronistico, facondo e sorpassato delle "dive" (la stessa Karenne, la Bertini, la Borelli, ecc.) che hanno monopolizzato la cinematografia italiana degli anni dieci, al punto da essere considerate da alcuni commentatori una delle cause della sua rovina, sia per la corsa a compensi astronomici, sia per il persistere in modi di recitazione non più graditi dal pubblico, che ormai preferisce nuovi modelli e personaggi proposti dal cinema statunitense, come Mary Pickford.

### Il trasferimento in Francia e Germania
Alla fine del 1920, la crisi della cinematografia italiana, che neppure la costituzione dell'U.C.I. riuscirà ad evitare, ed i crescenti contrasti con la censura, che è pesantemente intervenuta sui suoi ultimi film, Zoja e Smarrita! (girati nel 1920 ma usciti, a causa di queste difficoltà censorie nel 1921 e 1922) portano la Karenne ad allontanarsi dall'Italia ed a trasferirsi in Francia, dove raggiunge un gruppo di cineasti russi in fuga dalla Rivoluzione che si è stabilito nella capitale francese. Ed è proprio uno di essi, il regista Protozanov a dirigerla nei primi film francesi della Karenne, Le sens de la mort, in cui è presente come attore un giovanissimo René Clair e l'ombre du peché. girato sulla Costa Azzurra.
In seguito, per tutti gli anni venti l'attività della Karenne si dividerà tra la Francia, dove prende parte a 5 film, e la Germania (8 film), paese in cui si stabilisce quando sposa un letterato tedesco di Berlino. Ma le nuove realtà produttive con cui viene a contatto non le consentono più di essere anche regista dei suoi film per cui questa attività resterà per lei legata solo al periodo italiano, mentre in Francia sarà diretta soprattutto da registi di origini russe (oltre a Protozanov, anche Alexandre Volkoff ed il regista - attore Nicolaj Malikoff con cui darà vita ad un drammatico Rasputin) ed in Germania avrà come registi dei suoi film Robert Wiene e Rudolf Meinert, con il quale otterrà un grande successo internazionale interpretando Marie Antoinette. Si parlò della Karenne anche quale interprete della Beauharnais nel Napoléon di Gance, ma poi fu scelta la meno nota Gina Manès
Soltanto due volte, in tutto il decennio, rientrerà in Italia per motivi artistici, anche se spesso vi torna per lunghi periodi di riposo nella Riviera ligure. Nel 1922 va a Firenze per interpretare uno dei non molti film prodotti nel capoluogo toscano, Dante nella vita e nei tempi suoi, e nel 1928 viene chiamata dal commediografo bolognese Guglielmo Zorzi ed essere la protagonista de La vena d'oro, film muto che esce nel 1929, alla vigilia dell'avvento del sonoro, e che per questo passa inosservato. E sarà proprio il definitivo affermarsi del "cinema parlato" ad indurre la Karenne ad abbandonare l'attività cinematografica, salvo una breve apparizione alla fine del 1939 sul set della Manon Lescaut, quasi un "cameo" richiestole dal suo amico regista Carmine Gallone, inserito in una pellicola dominata dalla "diva" italiana del momento, Alida Valli.
Pochi mesi dopo, nel luglio 1940, resta gravemente ferita in un bombardamento ad Aquisgrana, dove si era stabilita con il marito, ed a seguito dei traumi riportati muore senza più aver ripreso conoscenza qualche mese più tardi in un ospedale della città tedesca.

## I giudizi sull'attività della Karenne
Benché sia stata una delle principali esponenti del "sistema divistico" che ha avuto tanta parte nella cinematografia italiana degli anni dieci, di cui è stata una delle attrici di maggior prestigio, più richieste, amate e pagate, la Karenne è stata sempre giudicata, sia dai contemporanei che dagli storici del cinema, come un caso a parte rispetto alle altre artiste di quegli anni. Tutti ne hanno infatti messo in evidenza il suo anticonformismo rispetto alla morale corrente (che ha spesso comportato per i suoi film rilevanti difficoltà con la censura) e la sua capacità di essere, in un'epoca certo non propizia, imprenditrice e regista, oltreché attenta anche ad altre forme artistiche come la pittura o la letteratura. La Karenne crea un personaggio «che non accetta supinamente le insopportabili regole del perbenismo imposte dalla tradizione» scontrandosi per questo anche con commenti malevoli dei critici. Si tratta quindi di una «personalità a doppio strato: da un lato aderisce al cliché della donna fatale, dall'altra rifiuta la mondanità e vuole accreditarsi come donna lavoratrice, indipendente, emancipata, coinvolta a tutto tondo nell'impresa produttiva»
Già nel 1919 era stato uno dei commentatori del tempo a definirla come un'attrice che «sa irridere la morale benpensante, con tutta una generazione di coetanee che l'adora, che vede in lei un emblema, un vero proprio modello». E nello stesso periodo, un suo intervistatore la descriveva, per contrasto alle attrici di quegli anni dotate di «ampio decolleté, occhi bistrati ed idee truccate, se pur abbiano delle idee» come «una donna d'ingegno che parla poco di se stessa e molto dell'arte, che si fa umile e piccola come una collegiale, come una lavoratrice, e come lavoratrice vuole apparire». Tuttavia, nonostante questa diversità rispetto ai modelli del tempo, la Karenne non poté, o non volle, uscire del tutto dallo stereotipo di "diva", come ricorda anche un episodio in cui lei non prese le distanze da chi attribuì senza fondatezza al suo fascino un caso di suicidio verificatosi nel 1919.
Tutti i film di cui fu anche regista sono andati perduti - così come anche la grande maggioranza di quelli interpretati ed è quindi impossibile oggi dare un giudizio documentato su questa sua attività, Resta comunque un generale giudizio sulla Karenne come un'artista «intelligente, ambiziosa, anticonformista, eccentrica, ed anche musicista, pittrice, poetessa», e, secondo qualche commento recente, anche - per lo meno nel suo periodo di massimo successo 1916 - 1920 - «la più intelligente di tutte».

## Filmografia
- Korval, lo spione (1916)
- Passione tzigana, regia di Ernesto Maria Pasquali (1916)
- La contessa Arsenia, regia di Ernesto Maria Pasquali (1916)
- Il marchio, regia di Armand Pouget (1916)
- Quand l’anour refleurit, regia di Ernesto Maria Pasquali (1916)
- Catena, regia di Mario Bonnard (1916)
- Oltre la vita, oltre la morte (anche Anime solitarie), regia di Umberto Maria PasquaIi (1916)
- Lea, regia di Diana Karenne (1916)
- Sofia di Kravonia, regia di Ernesto Maria Pasquali (1916)
- Il fiacre n. 13, regia di Alberto Capozzi e Gero Zambuto (1917)
- Il romanzo di Maud (Les demi vierges), regia di Diana Karenne (1917)
- Justice de femme!, regia di Diana Karenne (1916)
- Pierrot, regia di Diana Karenne (1917)
- La damina di porcellana, regia di Diana Karenne (1917)
- Trittico italiano – episodio ‘’Supremo grido’’, regia sconosciuta (1918)
- Sleima (anche Turbine), regia di Diana Karenne (1919)
- La fiamma e la cenere, regia di Giulio Antamoro (1919)
- La peccatrice casta, regia di Gennaro Righelli (1919)
- La signora delle rose, regia di Diana Karenne (1919)
- Redenzione (anche ‘’Maria di Magdala’’), regia di Carmine Gallone (1919)
- Miss Dorothy, regia di Giulio Antamoro (1920)
- La studentessa di Gand, regia di Umberto Fracchia (1920)
- La veggente, regia di Diana Karenne (1920)
- Ave Maria, regia di Diana Karenne (1920)
- La signorina Zoya, regia di Giulio Antamoro (1920)
- Smarrita!, regia di Giulio Antamoro (1921)
- Indiana, regia di Umberto Fracchia (1921)
- Le Sens de la mort, regia di Jacob Protanazoff (1921)
- Das Spiel mit dem Feuer, regia di Robert Weine (1921)
- Dante nella vita e nei tempi suoi, regia di Domenico Gaido (1922)
- L’Ombre du péché, regia di Jacob Protanazoff (1922)
- Marie Antoinette - Das Leben einer Königin, regia di Rudolf Meinert (1922)
- Salvezza (Arme Sünderin), regia di Pier Antonio Gariazzo (1923)
- Per l'onore, regia di Diana Karenne (1923)
- Acque di primavera (Fruhlingfluten), regia di Nikolai Malikoff (1923)
- Die Frau von vierzig Jahren, regia di Richard Oswald (1925)
- Casanova, regia di Aleksandr Volkov (1927)
- Rasputin Liebesabenteuer' regia di Martin Berger (1928)
- L'ambasciatrice dell'amore (Eine Frau von Format), regia di Fritz Wendhausen (1928)
- La vena d’oro, regia di Guglielmo Zorzi (1929)
- Fecondità (Fecondité), regia di Henri Étiévant (1929)
- Die weißen Rosen von Ravensberg, regia di Rudolf Meinert (1929)
- La collana della regina (Le Collier de la reine), regia di Gaston Ravel e Tony Lekain (1929)
- Manon Lescaut, regia di Carmine Gallone (1940)